# Натансон Георгій Григорович
Георгій Григорович Натансон (* 23 травня 1921, Казань — 17 грудня 2017, Москва) — радянський російський кінорежисер, сценарист. Лауреат Державної премії СРСР (1977). Заслужений діяч мистецтв РРФСР (1981). Народний артист Росії (11.04.1994).

## Життєпис
Георгій Григорович Натансон народився 21 травня 1921 р. Закінчив режисерський факультет Всесозного державного інституту кінематографії (1944). Працював помічником і асистентом режисерів І. Пир'єва, О. Довженка (у фільмі «Мічурін», 1948), був другим режисером у кінокартині «Морський мисливець» (1954).
Згодом екранізує п'єси В. Розова, Е. Радзинського та інших драматургів.

## Громадська діяльність
У березні 2014 року підписав листа на підтримку політики президента Росії Володимира Путіна щодо російської військової інтервенції в Україну.

## Фільмографія
- «Гроза» (1944, к/м, дипломна робота)
- «Небесне створіння» (156, повнометражний ляльковий мультфільм за мотивами вистав Центрального театру ляльок С. Образцова)
- «Біла акація» (1957)
- «Шумний день» (1960, у співавт. з А. Ефросом)
- «Усе залишається людям» (1963)
- «Палата» (1964)
- «Старша сестра» (1966)
- «Ще раз про любов» (1968)
- «Посол Радянського Союзу» (1969)
- «Повторне весілля» (1975)
- «Вони були акторами» (1981)
- «Спадщина» (1984)
- «Валентин і Валентина» (1985)
- «Аеліто, не приставай до чоловіків» (1988)
- «Оскаженілий автобус» (1990)
- «Москво, я люблю тебе!» (новела «Лист бабусі Уйне», 2010)